# You Should Meet My Son!
You Should Meet My Son! es una película de comedia de temática gay de 2010 escrita y dirigida por Keith Hartman. Su trama trata sobre una madre conservadora que acepta la homosexualidad de su hijo.

## Trama
Una viuda conservadora, Mae Davis (Joanne McGee) y su hermana solterona Rose (Carol Goans) están decididas a encontrar a la chica perfecta para el hijo de Mae, Brian (Stewart Carrico), hasta que descubren accidentalmente que Brian es gay y ha estado en una relación por los cinco años anteriores con Dennis, de quien pensaban que solo era su compañero de cuarto.
Después de aceptar la homosexualidad de su hijo y enterarse de que Dennis dejó a Brian por otro hombre, Mae decide encontrar al hombre perfecto para Brian. Ella y Rose exploran las citas gay en línea y visitan un bar gay, donde se hacen amigos de drag queens, hombres leather y un estudiante de arte, Chase (Steve Snyder), que trabaja en el bar como stripper.
Organizan una cena con la intención de presentar a Brian y Chase, pero Brian los sorprende al llegar con Jennie Sue (Ginger Pullman), la hija de un predicador cristiano, y anunciar que ya no es gay y que tiene la intención de casarse con ella en breve. Mae está convencida de que Brian está rehuyendo la posibilidad del amor para evitar que Dennis lo lastime como lo hizo, pero decide no dejar que se atrape en un matrimonio sin amor.
Mae organiza otra cena, esta vez invitando a sus amigos del bar gay y a los miembros de un grupo juvenil gay local, así como a los padres de Jennie Sue. La fiesta se convierte rápidamente en un caos y termina con Brian admitiendo que no puede casarse con Jennie Sue porque todavía es gay, mientras que los padres de Jennie Sue revelan que ella es una lesbiana en el armario y la repudian.
Mae y Rose llevan a Jennie Sue a vivir con ellas por el momento, y la película termina con todos los personajes celebrando la nueva libertad de Brian y Jennie Sue, dejando abierta la posibilidad de que Brian y Chase se reconcilien.
Una secuela titulada You Should Meet My Son 2! fue lanzada en 2018.

## Reparto
- Joanne McGee como Mae Davis, una viuda conservadora que se entera de que su único hijo es gay
- Carol Goans como Rose, la hermana solterona de Mae
- Stewart Carrico como Brian, el hijo encerrado de Mae
- Ginger Pullman como Jennie Sue, la prometida de Brian
- Steve Snyder como Chase, un estudiante de arte que trabaja a tiempo parcial como stripper.
- Acqua Dansoh como Lady Fantasia Extravaganza, una drag queen que se hace amiga de Mae y Rose.
- Matt Palazzolo como Salsa Rojah, la drag queen protegida de Fantasia
- Chris Nolan como Greg, el vecino adolescente de Mae
- Greg McKeon como Kurt

## Producción
La película se rodó en 18 días en diversas localizaciones de Los Ángeles.[cita requerida]